# Juegos Asiáticos de Invierno de 2025
Los Juegos Asiáticos de Invierno de 2025, oficialmente conocidos como los 9º Juegos Asiáticos de Invierno, y comúnmente conocidos como Harbin 2025 (哈尔滨2025 ), fue la novena edición de los Juegos Asiáticos de Invierno, un evento multideportivo celebrado entre el 7 y el 14 de febrero de 2025 en Harbin, Heilongjiang, China. Esta fue la segunda vez que Harbin fue sede del evento y la tercera vez que China fue sede de los Juegos Asiáticos de Invierno.

## Proceso de licitación
Tras una invitación realizada por la OCA y aceptada poco después, Harbin se convirtió en ciudad anfitriona durante la 42ª Sesión Ejecutiva de la OCA celebrada en Bangkok, Tailandia, el 8 de julio de 2023.  
| Ciudad | CON   | Ronda 1      |
| Harbin | China | Único postor |

### Partes interesadas
- Seoul, Gangwon or Jeonju, South Korea[3]

## Desarrollo y preparativos

### Lugares
El 27 de febrero de 2024, la OCA confirmó las lugares de los Juegos Asiáticos de Invierno de 2025.
| Evento                                                                                             | Ciudad   | Deporte                                                                                | Capacidad |  |
| -------------------------------------------------------------------------------------------------- | -------- | -------------------------------------------------------------------------------------- | --------- |  |
| Sala ABC del Centro Internacional de Convenciones, Exposiciones y Deportes de Harbin               | Harbin   | Sede principal de las ceremonias de apertura y clausura                                | 8.000     |  |
| Mundo de hielo y nieve de Harbin                                                                   | Harbin   | Subsede de Ceremonias de Apertura y Clausura                                           |           |  |
| Arena de curling del distrito de Pingfang                                                          | Harbin   | Curling                                                                                | 216       |  |
| Sala de patinaje para estudiantes de la Universidad Deportiva de Harbin                            | Harbin   | Hockey sobre hielo (masculino y femenino)                                              | 2.200     |  |
| Estadio de hockey sobre hielo de Harbin                                                            | Harbin   | Hockey sobre hielo (masculino)                                                         | 5.304     |  |
| Arena del Centro de Entrenamiento de Deportes de Invierno de Heilongjiang                          | Harbin   | Patinaje artístico y patinaje de velocidad en pista corta                              | 2.767     |  |
| Pista de patinaje de velocidad del Centro de Entrenamiento de Deportes de Invierno de Heilongjiang | Harbin   | Patinaje de velocidad                                                                  | 1.594     |  |
| Estación de esquí de Yabuli                                                                        | Shangzhi | Esquí alpino, biatlón, esquí de fondo, esquí acrobático, esquí de montaña y snowboard. |           |  |

## Los juegos

### Deportes
En octubre de 2023, el Consejo Olímpico de Asia anunció el programa deportivo completo. Se programaron 64 eventos en 11 disciplinas de deportes de invierno en el programa de los Juegos Asiáticos de Invierno de 2025.  Los cinco deportes sobre hielo son el curling, el patinaje artístico, el patinaje de velocidad, el patinaje de velocidad en pista corta y el hockey sobre hielo, además del esquí. El esquí de montaña también se celebró por primera vez en los Juegos Asiáticos de Invierno .  La disciplina del salto de esquí fue descartada después de ser disputada en la última edición de los juegos.

## Tabla de medallas
*   país anfitrión ( China)
| Rank               | País               | Oro | Plata | Bronce | Total |
| ------------------ | ------------------ | --- | ----- | ------ | ----- |
| 1                  | China              | 32  | 27    | 26     | 85    |
| 2                  | Corea del Sur      | 16  | 15    | 14     | 45    |
| 3                  | Japón              | 10  | 12    | 15     | 37    |
| 4                  | Kazajistán         | 4   | 9     | 7      | 20    |
| 5                  | Filipinas          | 1   | 0     | 0      | 1     |
| 5                  | Uzbekistán         | 1   | 0     | 0      | 1     |
| 7                  | Corea del Norte    | 0   | 1     | 0      | 1     |
| 8                  | China Taipéi       | 0   | 0     | 1      | 1     |
| 8                  | Tailandia          | 0   | 0     | 1      | 1     |
| Totales (9 países) | Totales (9 países) | 64  | 64    | 64     | 192   |